# Howard M. Mitchell
Howard M. Mitchell (Pittsburgh, 11 dicembre 1883 – Hollywood, 9 ottobre 1958) è stato un regista e attore statunitense.

## Filmografia

### Regista
- Ambition – cortometraggio (1915)
- Betrayed (1916)
- Outwitted – cortometraggio (1916)
- The Traffic Cop (1916)
- The Window of Dreams – cortometraggio (1916)
- Petticoats and Politics (1918)
- The Law That Divides (1918)
- The Splendid Sin (1919)
- Snares of Paris (1919)
- A Girl in Bohemia (1919)
- Faith (1920)
- Black Shadows (1920)
- The Tattlers (1920)
- Molly and I  (1920)
- Love's Harvest (1920)
- The Little Wanderer (1920)
- The Husband Hunter (1920)
- Beware of the Bride (1920)
- Flame of Youth (1920)
- Wing Toy (1921)
- Il lampionaio (The Lamplighter) (1921)
- The Mother Heart (1921)
- Lovetime (1921)
- I nemici delle donne (Ever Since Eve) (1921)
- Reginella (Queenie) (1921)
- Cinderella of the Hills (1921)
- Winning with Wits (1922)
- The Crusader (1922)
- The Great Night (1922)
- Man's Size (1923)
- His Last Race, co-regia di B. Reeves Eason (1923)
- Forgive and Forget (1923)
- The Lone Chance (1924)
- Romance Ranch (1924)
- The Road to Broadway (1926)
- The Jazz Girl (1926)
- Hidden Aces (1927)
- Breed of Courage (1927)
- Maude Muller – cortometraggio (1928)
- The Love Charm – cortometraggio (1928)

### Attore
- Martyr or Crank? – cortometraggio (1909)
- The Irish Boy – cortometraggio (1910)
- The Master Mechanic – cortometraggio (1910)
- The Miner's Sweetheart – cortometraggio (1910)
- The Road to Happiness – cortometraggio (1910)
- Ferdie's Vacation – cortometraggio (1910)
- The Highbinders – cortometraggio (1910)
- A Change of Heart – cortometraggio (1910)
- Cowboy Chivalry – cortometraggio (1910)
- An American Count, regia di H.D. Hotaling – cortometraggio (1910)
- Making a Man of Him – cortometraggio (1910)
- His Bogus Uncle, regia di Harry Solter – cortometraggio (1911)
- A Man's Faith – cortometraggio (1914)
- Her Martyrdom, regia di Arthur V. Johnson – cortometraggio (1915)